# 말로닐-CoA
말로닐-CoA(영어: malonyl-CoA) 또는 말로닐 조효소 A(영어: malonyl coenzyme A)는 말론산의 조효소 A 유도체이다.

## 기능
말로닐-CoA는 지방산 생합성과 폴리케타이드 생합성에서 사슬의 신장에 중요한 역할을 한다.

### 지방산 생합성
지방산 생합성에서 말로닐-CoA는 지방산에 2탄소 단위를 제공하고, 지방산 사슬의 합성에 이를 사용한다.
말로닐-CoA는 아세틸-CoA 카복실화효소에 의해 아세틸-CoA가 카복실화됨으로써 생성된다. 1분자의 아세틸-CoA는 1분자의 탄산수소염과 결합하는데, 이러한 과정에 ATP로부터 에너지를 필요로 한다.
말로닐-CoA는 지방산 생성효소 복합체의 말로닐-CoA:ACP 전이효소(MCAT)에 의해 지방산 생합성에 사용된다. 말로닐-CoA:ACP 전이효소(MCAT)는 말로닐-CoA로부터 말론산 부분을 아실기 운반 단백질(ACP) 말단에 위치한 싸이올로 전달하는 역할을 한다.

### 폴리케타이드 생합성
말로닐-CoA:ACP 전이효소(MCAT)는 세균의 폴리케타이드 생합성에도 관여한다. 말로닐-CoA:ACP 전이효소는 아실기 운반 단백질(ACP), 폴리케타이드 생성효소(PKS), 사슬 길이인자 헤테로다이머와 함께 II형 폴리케타이드의 최소 PKS를 구성한다.

### 조절
말로닐-CoA는 지방산 생합성에서 고도로 조절되는 분자이다. 말로닐-CoA는 그 자체로 지방산의 β 산화에서 속도 제한 단계에서 이를 조절하는 저해제역할을 한다. 말로닐-CoA는 카르니틴 팔미토일 트랜스퍼레이스 1를 조절하여 지방산이 카르니틴과 결합하는 것을 억제함으로써 지방산의 산화 및 분해가 일어나는 미토콘드리아로 지방산이 들어가지 못하게 한다.

## 같이 보기
- 말론산
- 말로닐-CoA 탈카복실화효소
- 말로닐-CoA 탈카복실화효소 결핍증